# MC Ren
Pour les articles homonymes, voir Ren.
 (décembre 2015).
Si vous disposez d'ouvrages ou d'articles de référence ou si vous connaissez des sites web de qualité traitant du thème abordé ici, merci de compléter l'article en donnant les références utiles à sa vérifiabilité et en les liant à la section « Notes et références ».

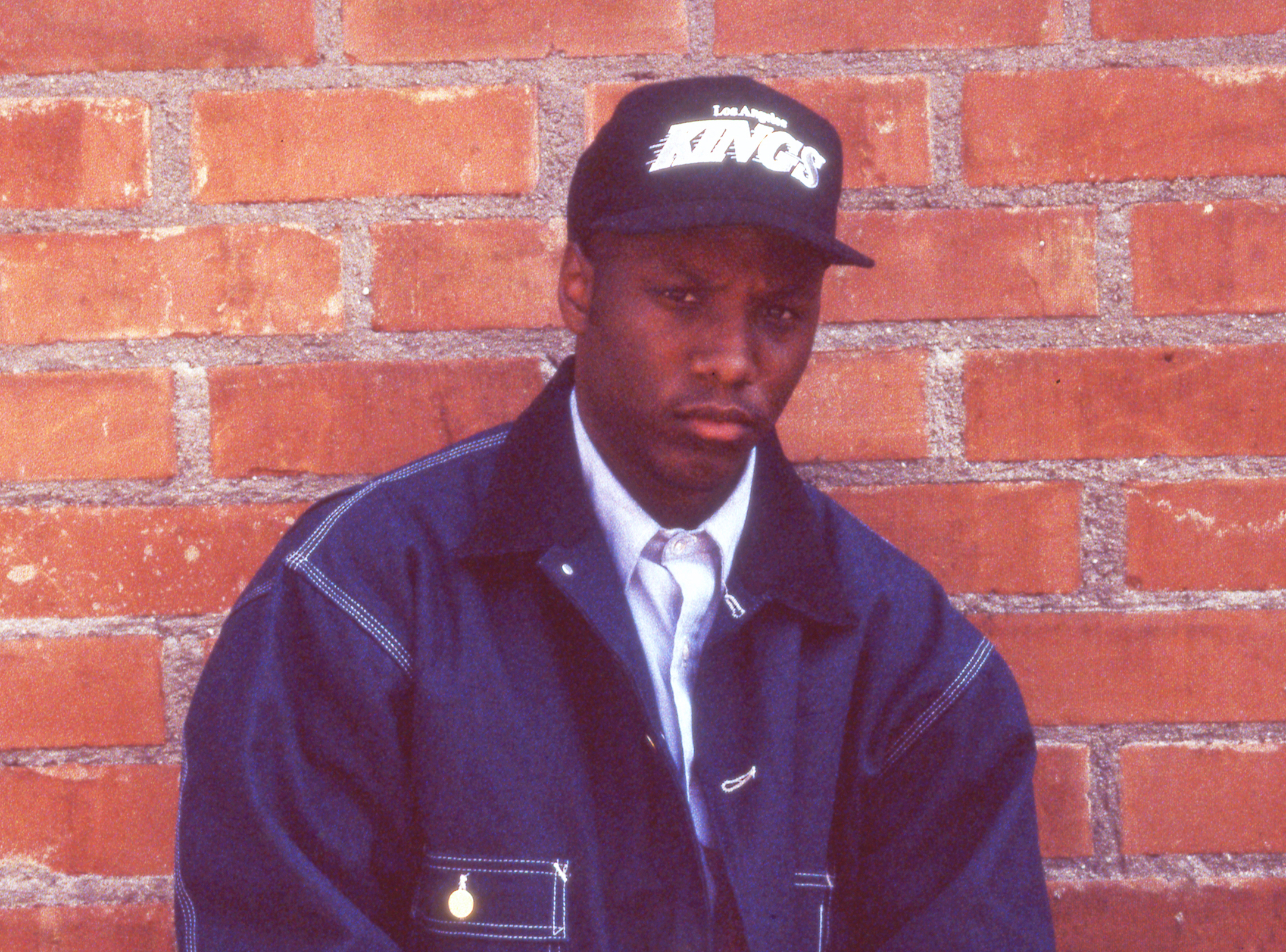
MC Ren (Lorenzo Jerald Patterson) photographié à Los Angeles, en 1990 by Ithaka Darin Pappas.

Lorenzo Jerald Patterson, dit MC Ren, est un rappeur américain, né le 14 juin 1969 à Compton (Californie). Il est membre des N.W.A.

## Biographie

### Jeunesse
Lorenzo Jerald Patterson voit le jour le 14 juin 1969 à Compton, banlieue mal famée de Los Angeles réputée pour sa dangerosité et sa pauvreté. Il grandit dans la rue East Pauline Street, non loin de Kelly Park. Pour anecdote, son ami et futur associé Eric Wright, plus connu sous le nom de Eazy E, a vécu dans la même rue. Patterson a deux frères et une sœur. Le jeune homme, comme beaucoup d'autres, rejoint le gang des Kelly Park Compton Crips, en compagnie de Wright. Pourtant, il quitte vite ce gang car il n'est pas payé. Patterson commencera à vendre de la drogue car cette activité lui permet de gagner quelques dollars.
Cependant, se rendant un jour chez MC Chip, un ami d'enfance, il commence à s'intéresser à la musique et délaisse dès lors ses activités illicites. En 1983, alors qu'il rejoint la Dominguez High School, Patterson fait la rencontre de DJ Train, son futur collaborateur et grand ami. C'est durant ses années lycées que Patterson se penche sur le hip-hop et se met à écrire des chansons avec son ami MC Chip. À eux deux, ils forment le groupe Awesome Crew 2 et joueront dans des fêtes et des boîtes. Un temps tenté par l'armée américaine, Patterson délaisse les cours mais laisse tomber son projet après avoir vu Full Metal Jacket.

### Carrière

#### Membre des N.W.A

##### Pilier de N.W.A (1989-1991)
Il devient un membre important de N.W.A lors du départ d'Ice Cube en décembre 1989. Malgré ce handicapant départ, le groupe délivre rapidement l'EP 100 Miles and Runnin' en 1990. Alors que Cube, qui a sorti son premier album, évite de parler de ses anciens compères, N.W.A n'hésite pas à s'en prendre à ce dernier. En effet, dans la chanson Real Niggaz, les rappeurs accusent Cube de lâcheté et de manque flagrant d'originalité. Ce texte est rédigé par Ren ainsi que The D.O.C. L'année suivante, N.W.A sort son second album intitulé Niggaz4Life. Se vendant à plus de 900 000 exemplaires la première semaine, la seconde œuvre du groupe est le tout premier album hip-hop à se classer en tête des charts Billboard.
Malgré le succès, les N.W.A se séparent la même année à la suite de différents conflits financiers entre Dr. Dre et le manager de Ruthless, Jerry Heller. Il choisit alors de rejoindre Death Row Records.
Plus tard, Ren s'exprimera sur le sujet, accusant Heller : « Nous sentions qu'il ne méritait pas ce qu'il avait. Nous méritions cette merde. Nous étions ceux qui faisaient les enregistrements, voyageant dans des fourgons et conduisant de villes en villes. Nous faisions toutes ces putain de choses en essayant de se faire connaître, et après nous revenions à la maison dans un putain d'appartement, et cet enfoiré qui vit dans un manoir. Il y a des feuilles d'or dans sa salle de bain et plein d'autres merdes. Tu penses alors : "Mec, vas te faire" ».

#### Carrière solo (depuis 1992)
En 1992, MC Ren se lance dans une carrière solo avec un premier EP intitulé Kizz My Black Azz. Assez étonnamment, avec peu de promotion commerciale, cet EP réalisé avec la collaboration d'Eazy-E, Bobcat et DJ Train est certifié disque d'or. Son premier album, Shock of the Hour, sort en 1993 après que MC Ren a rejoint la Nation of Islam. Les titres sont produits par Rythum D, Tootie, Dr Jam, Madness 4 real et DJ Train en produit un aussi. Cet album va largement caractériser son style qui le singularisera pendant toute sa carrière.
MC Ren connaît ensuite une période difficile avec le décès brutal de son DJ, DJ Train, mort dans un incendie juste avant la sortie de The Villain in Black en 1996. Dans le livret du CD, il lui dédie son album. Cet album est dans la continuité du "son" de son précédent opus. Il est largement produit par Cold 187um de Above The Law (qui posera sur 2 titres avec son acolyte KMG) ; J.Rocc (qui sera aussi invité à poser sur un titre) , Big Jess, Madness 4 real et Dr Jam. Avant de quitter le label Ruthless Records, MC Ren sort Ruthless for Life en 1998. Sur cet album Mc Ren invite de grands noms du rap à poser sur ses titres: Ice Cube, Snoop Dogg, Tha Chill, Peeps, Big Rock, RBX, Eightball & MJG. Quant à la production, la majorité des titres sont composés par : T.Mix, L.T Hutton, Ant Banks, DJ Bobcat.
MC Ren a également a été invité sur plusieurs morceaux par d'autres rappeurs (Snoop Dogg, The D.O.C., Dr.Dre, Cypress Hill). En 2004, il sort la vidéo Lost in the game puis annonce divers projets notamment avec Public Enemy (Rebirth of a nation) ou Paris (Fard truth soldiers vol.1).
Il enregistre son quatrième album Renincarnated qui sort en 2009 sous son propre label Villain entertainment mais il n'est distribué qu'aux États-Unis.
En 2015, il est incarné par Aldis Hodge dans le film sur NWA NWA : Straight Outta Compton réalisé par F. Gary Gray. Néanmoins, Ren critique le fait que le biopic réduise sa contribution au groupe : « Les vrais fans connaissent mon rôle au sein du groupe [...]. Ne laissez pas le film vous avoir sur ma contribution au groupe ».
En avril 2016, à l'occasion du festival de Coachella, le groupe N.W.A se reforme le temps d'une soirée. Ice Cube chante Straight Outta Compton en compagnie de DJ Yella et Ren avant que Dr Dre ne les rejoigne.
En juillet 2017, MC Ren a twitté qu'il travaillait toujours sur son EP "Rebel Music" et qu'il n'y aurait aucun invité sur le disque.

## Caractéristiques
En tant que membre de N.W.A, MC Ren participe à la popularisation du genre gangsta rap. Ainsi, il est la cible de nombreuses critiques quant à ses paroles, rabaissant souvent la femme tout en glorifiant la drogue et le crime.
Reconnu pour ses talents de compositeur, Ren prend une grande part à la composition des albums de N.W.A. Il se démarque par le fait que ses textes sont souvent d'une brutale réalité. Ses chansons remettent souvent la société en question. Au fur et à mesure de sa carrière, le natif de Compton vise régulièrement par le biais de ses lyrics les politiques et les injustices qui touchent les États-Unis tels le racisme envers les afro-américains ou l'impérialisme américain.
Le flow de Ren est caractérisé par sa fluidité naturelle. Le rappeur débite souvent le texte rapidement tout en étant compréhensible. Il est souvent présenté comme l'un des MC américains les plus sous-estimés de l'histoire du hip-hop.

## Discographie

### Albums studio
- 1993 : Shock of the Hour
- 1996 : The Villain in Black
- 1998 : Ruthless for Life
- 2009 : Renincarnated

### EP
- 1992 : Kizz My Black Azz
- 2014 : Rebel Music